# Instituto Universitario de Altos Estudios Internacionales
El Instituto Universitario de Altos Estudios Internacionales y del Desarrollo (en francés Institut de hautes études internationales et du développement) es una institución universitaria Suiza. Sus idiomas oficiales son el francés y el inglés.
Fundada en 1927, es la escuela de relaciones internacionales más antigua de Europa y fue la primera universidad dedicada solamente a los asuntos internacionales. Ofrece distintos programas ligados a las Relaciones Internacionales, la economía política internacional y la historia global, que se cuentan entre los más renombrados a nivel global. 
El instituto es considerado como uno de los más prestigiosos del mundo. Cuenta con egresados como Kofi Annan, exsecretario General de Naciones Unidas, siete ganadores del Premio Nobel y uno del Premio Pulitzer; de la misma manera, gran cantidad de embajadores, ministros de relaciones exteriores y jefes de Estado se encuentran entre sus exalumnos.
En 2007 se creó el Instituto de Altos Estudios Internacionales y del Desarrollo (IHEID) reuniendo este instituto con el Instituto Universitario de Estudios del Desarrollo (IUED).

## Historia

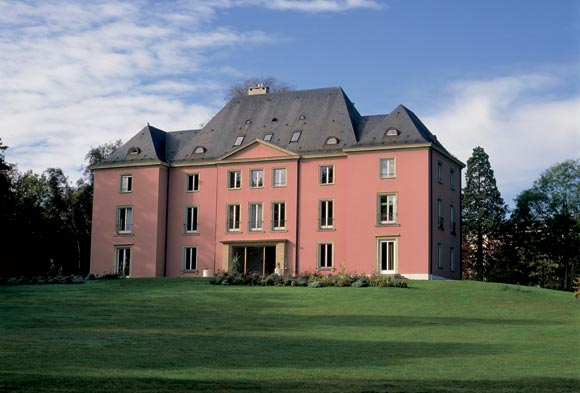

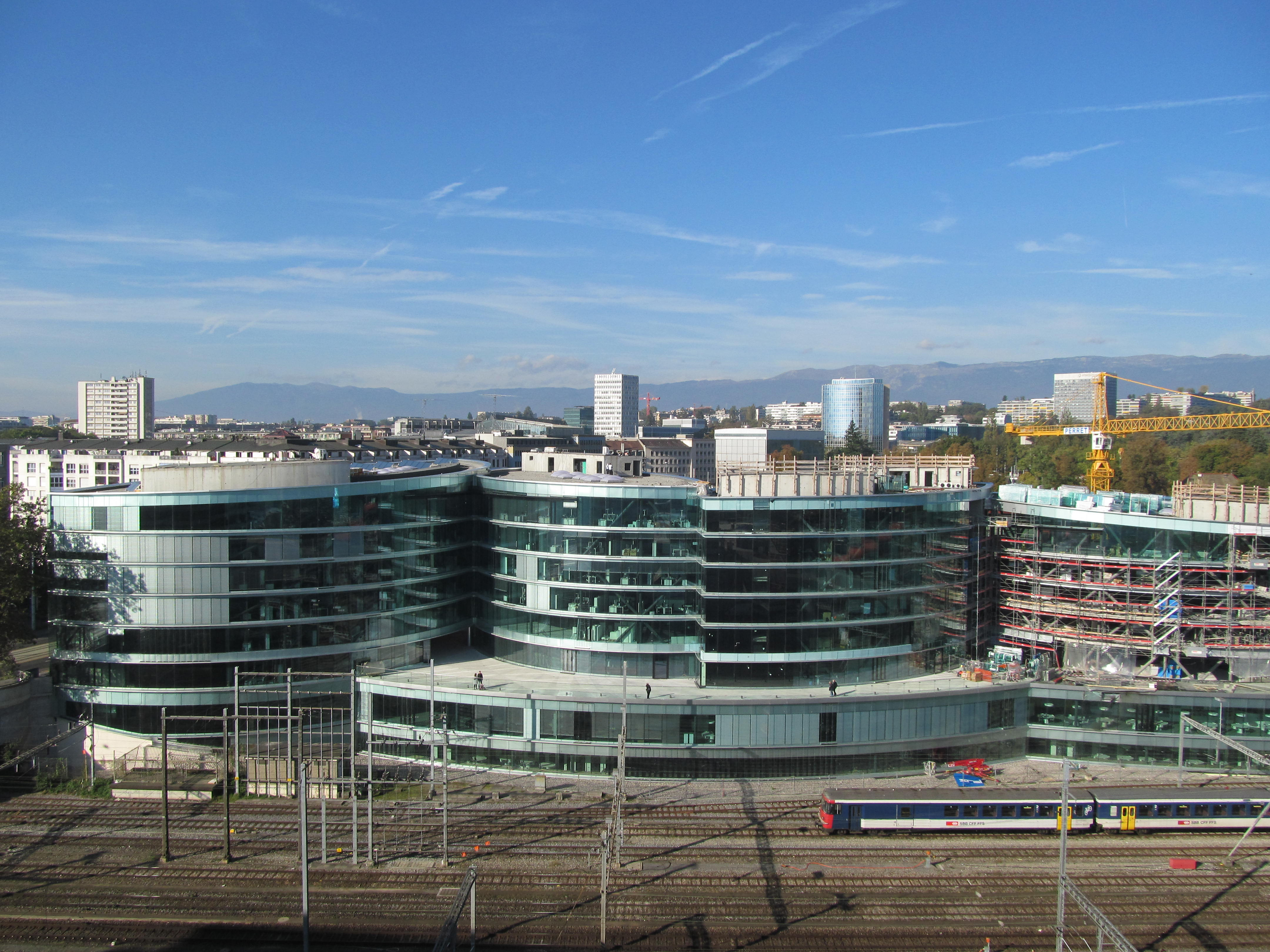

Fue fundado en 1927 por dos diplomáticos que trabajaban para la Liga de las Naciones: el suizo William Rappard, director de la sección de mandatos y Paul Mantoux, director de la sección política.

## Profesores y estudiantes famosos
Profesores:
- Georges Abi-Saab
- Lucius Caflisch
- Guglielmo Ferrero
- Saul Friedländer
- Hans Kelsen
- Paul Mantoux
- Theodor Meron
- Ludwig von Mises
- Bertrand Ramcharan
- William Rappard
- Wilhelm Röpke

Estudiantes:
- Kofi Annan
- Micheline Calmy-Rey
- Hédi Annabi
- Rüdiger Dornbusch
- Imran Nazar Hosein
- Arthur Dunkel
- Patricia Espinosa Cantellano
- Philipp M. Hildebrand
- Nobuyuki Idei
- Kamil Idris
- Sandra Kalniete
- Jakob Kellenberger
- Marcelo Gullo
- Giorgio Malinverni
- Robert McFarlane
- Hans-Gert Poettering
- Michael Reiterer
- Jean-Pierre Roth
- Hernando de Soto
- Luis Solari Tudela
- Lyal S. Sunga
- Brad Smith
- Abdulqawi Yusuf
- Enrique de Luxemburgo
- María Teresa de Luxemburgo
- Carlos Fuentes

## Centros de investigación
- Small Arms Survey